# Ворота-руина

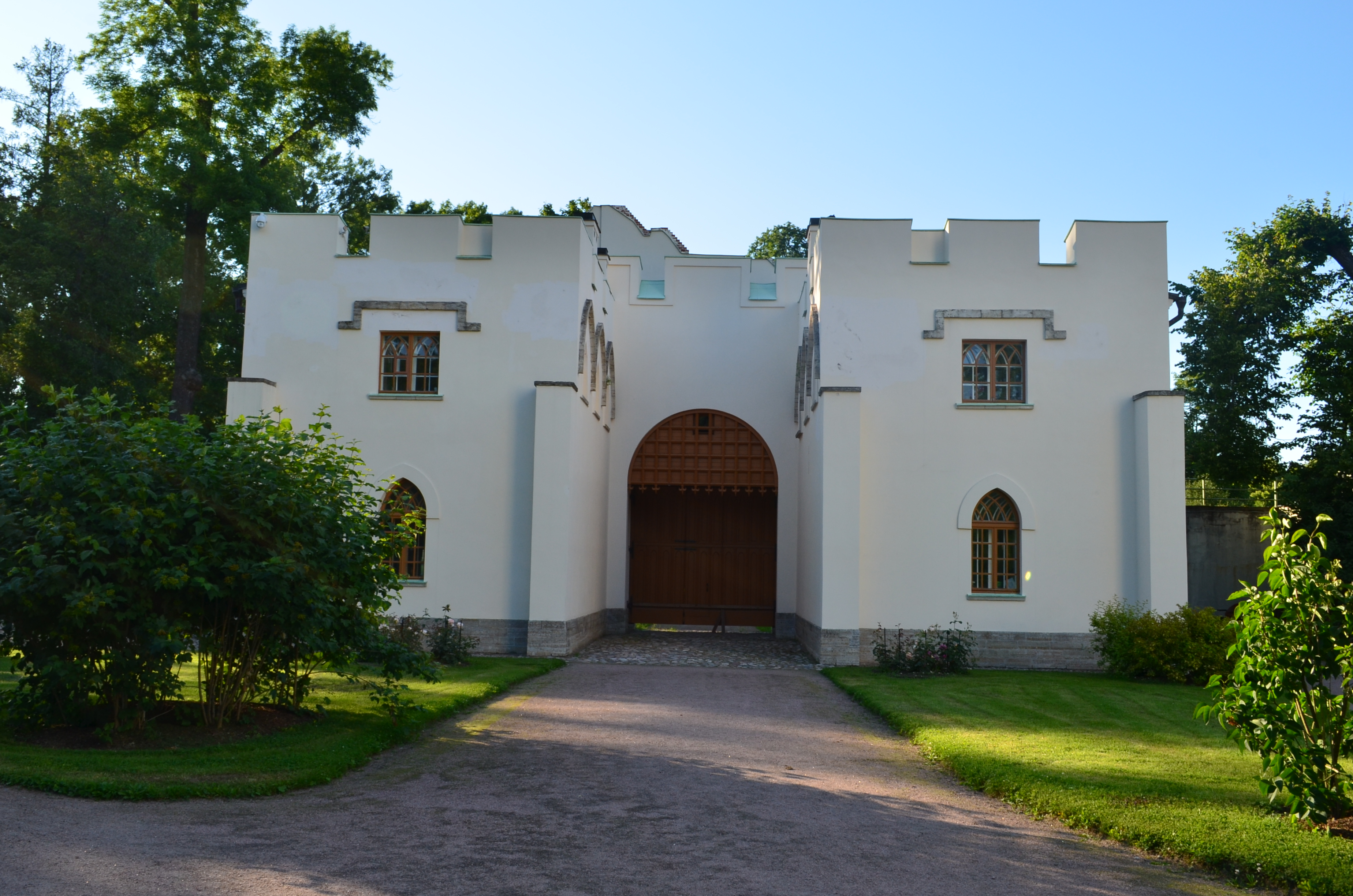
Ворота в 2017 году

Ворота-руина — памятник архитектуры. Расположен в Пушкине, в Александровском парке, к северо-западу от Белой башни, вход к которой они оформляют.
У ворот две одинаковые по размерам круглые в плане башни, соединённые переходом, с котором сделана высокая полукруглая арка собственно ворот. Створки ворот были сделаны из дерева, верхняя фрамуга ворот — металлическая. К башням с севера были сделаны двухэтажные жилые пристройки (караулки, где сначала жила прислуга, потом, до 1941 года — сотрудники музея). Здание построено в неоготическом стиле, у него зубчатый парапет, стрельчатые окна, стены декорированы стрельчатыми арками. Ворота имитируют крепостной въезд с подъёмной решеткой-герсой, разбитый пушечными ядрами, над аркой ранее был геральдический лепной щит. В стороне от ворот в парке был звездообразный земляной вал, подобие кронверка, внутри него стояла высокая мачта с веревочными лестницами и сеткой для прыгания. Цоколь был облицован путиловской плитой, на южном фасаде были известняковые детали.
Как и основное сооружение комплекса, Белая башня, ворота были построены А. Менеласом в 1821—1827 годах.
После разрушения Белой башни в Великую Отечественную войну искусственная руина, построенная в ансамбле с ней, выглядела как хорошо сохранившееся сооружение, однако здание также было повреждено, реставрация состоялась в 1990-е годы и в 2012 году.